# Николаев, Леонид Владимирович (дирижёр)
Леонид Владимирович Николаев (18 октября 1940,  Арзамас — 28 июля 2009, Москва) — советский и российский дирижёр, педагог, профессор Московской консерватории, музыкально-общественный деятель, народный артист России (1993).

## Биография
Леонид Владимирович Николаев родился 18 октября 1940 года в Арзамасе. Учился в Московском хоровом училище. В 1963 окончил класс оперно-симфонического дирижирования Московской консерватории. В 1966 году там же окончил аспирантуру (класс профессора А. С. Шерешевского) как оперно-симфонический дирижёр.
Работал в Московском театре оперетты. С 1969 по 1989 руководил симфоническим оркестром Музыкального училища при Московской консерватории.
С 1969 года работал в оперной студии Московской консерватории, а с 1986 года преподавал на кафедре оперно-симфонического дирижирования. В это же время в 1972—1973 годах стажировался в Венской академии музыки и сценических искусств (классы К. Остеррайхера и Г. Сваровского). В 1974 году его симфонический оркестр Музыкального училища при Московской консерватории завоевывал Ι премию и Золотую медаль на Международном конкурсе молодежных оркестров Фонда Герберта фон Караяна в Западном Берлине. Гастролировал в Париже, Гамбурге, Амстердаме, Копенгагене, Мадриде, Милане, Афинах, Вашингтоне, Нью-Йорке, Сан-Франциско.
В 1989 году стал дирижёром симфонического оркестра студентов младших курсов Московской консерватории, а с 1992 по 2008 гг. работал художественным руководителем и главным дирижёром симфонического оркестра студентов её старших курсов.
В 2003-2009 годах — главный дирижёр камерного оркестра Московского театрально-концертного центра Павла Слободкина.
Музыкант и педагог Московской консерватории Т. А. Гайдамович говорила о нём: 
«Воспитанник выдающейся отечественной дирижёрской школы, Леонид Николаев обладает высоким профессионализмом, ярко выраженной творческой индивидуальностью. Художественная эрудиция и мастерство позволяют ему самобытно интерпретировать оперные и симфонические произведения различных эпох и стилей…»
Умер 28 июля 2009 года. Похоронен на Троекуровском кладбище в Москве.

## Награды и премии
- Заслуженный артист РСФСР (19.10.1981)[3].
- Народный артист России (20.12.1993)[4].